# Iacanga
Iacanga is een gemeente in de Braziliaanse deelstaat São Paulo. De gemeente telt 9.732 inwoners (schatting 2009).

## Aangrenzende gemeenten
De gemeente grenst aan Arealva, Borborema, Ibitinga, Itaju en Reginópolis.